# Balanophyllia bonaespei
Balanophyllia bonaespei är en korallart som beskrevs av van der Horst 1938. Balanophyllia bonaespei ingår i släktet Balanophyllia och familjen Dendrophylliidae.
Artens utbredningsområde är Indiska oceanen. Inga underarter finns listade i Catalogue of Life.